# كأس نيوزيلندا 1958
كأس نيوزيلندا 1958 (بالإنجليزية: 1958 Chatham Cup)‏ هو موسم من كأس نيوزيلندا. فاز فيه Seatoun AFC ‏.